# Walckenaeria redneri
Walckenaeria redneri is een spinnensoort uit de familie hangmatspinnen (Linyphiidae). De soort komt voor in de Verenigde Staten en Canada.